# Altstadtstraße (Eppingen)
Koordinaten: 49° 8′ 14,5″ N, 8° 54′ 41,1″ O

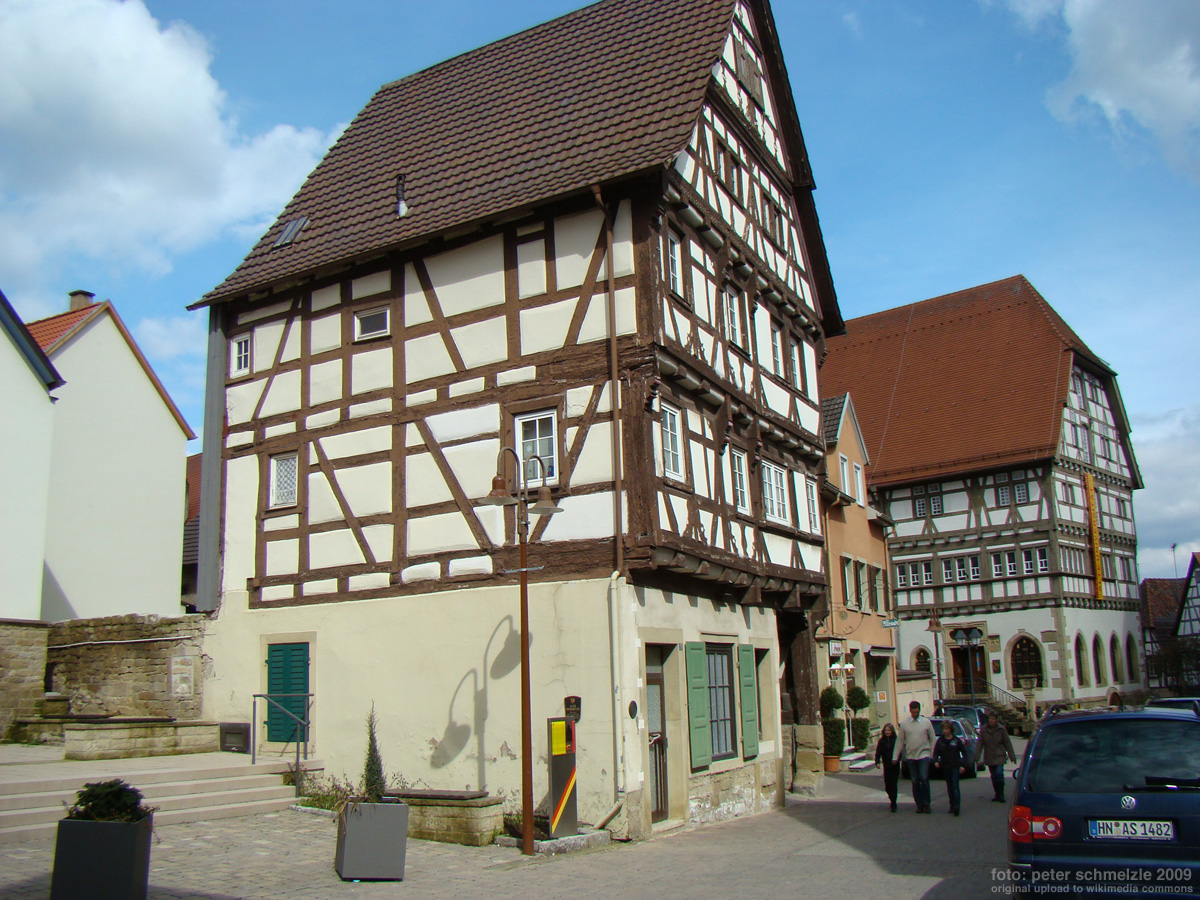
Blick in die Altstadtstraße von Eppingen

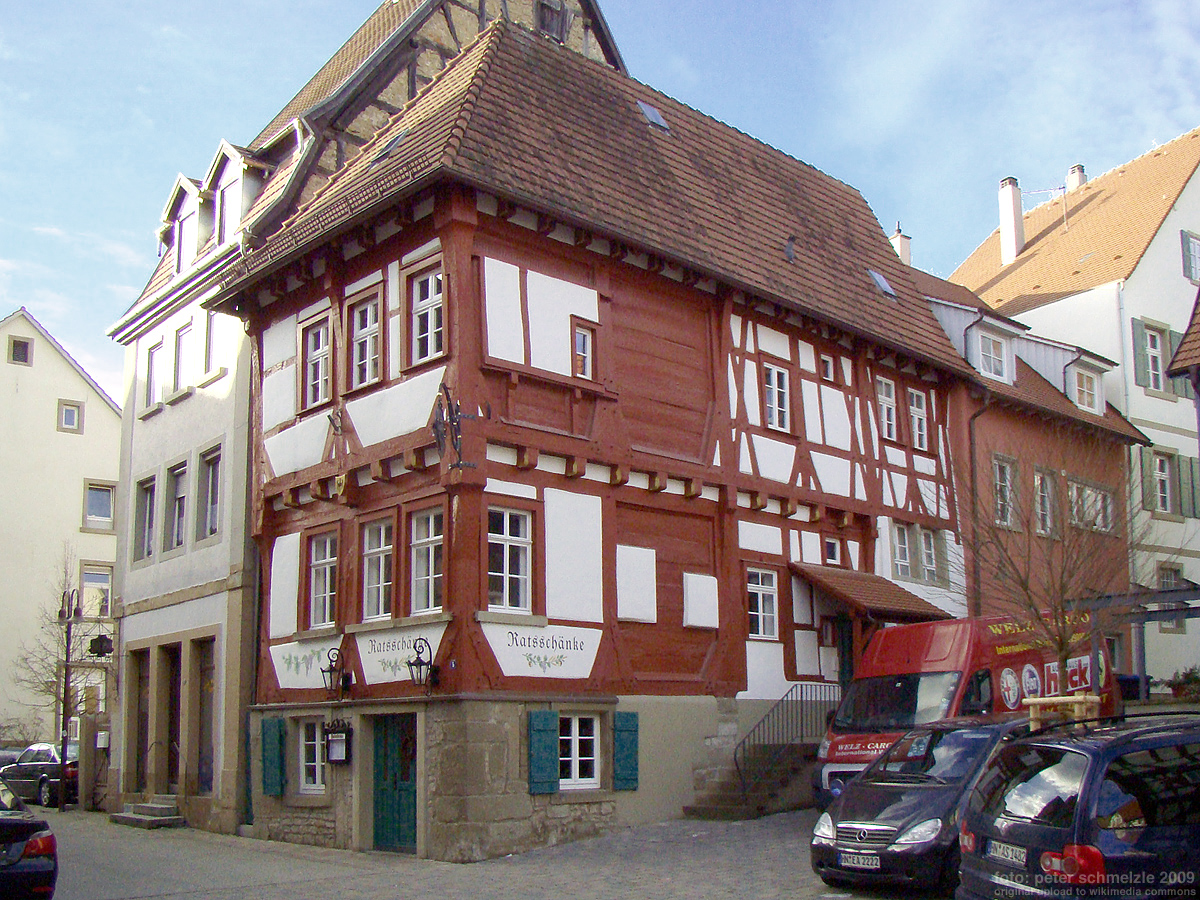
Ratsschänke in der Altstadtstraße

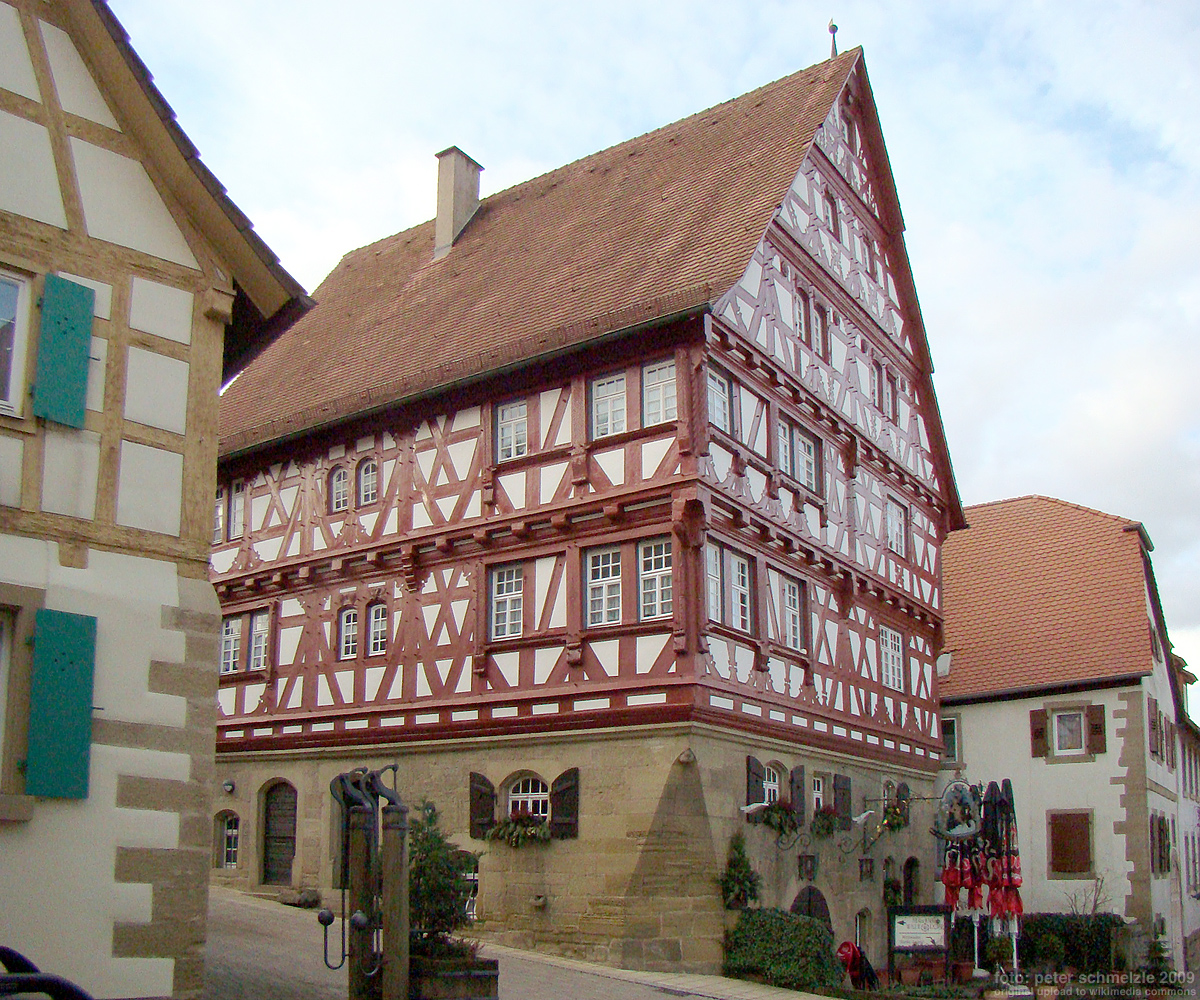
Baumannsches Haus

Die Altstadtstraße ist eine Straße in Eppingen, einer Stadt im Landkreis Heilbronn im nördlichen Baden-Württemberg, die sich innerhalb der ehemaligen Stadtbefestigung befindet und deren Bereich im Rahmen der Gesamtanlage unter Denkmalschutz steht (siehe „Denkmalpflegerischer Werteplan Eppingen“).

## Geschichte und Verlauf
Die Altstadtstraße ist eine Hauptverbindungsstraße durch die Altstadt, die früher auch Stadtgasse genannt wurde. Durch die Stadterweiterung im 19. und 20. Jahrhundert ist sie heute nur noch eine lokale Erschließungsstraße, die von der Hauptkreuzung am Gasthaus Rößle geradlinig am Pfeifferturm, einem Turm der ehemaligen Stadtbefestigung, vorbei nach Osten führt und an der Kreuzung mit der Zunfthausgasse sich nach Norden zum alten Rathausplatz erweitert. Nach der Alten Universität verengt sich die Straße leicht und wendet sich bogenförmig nach Norden,
um über das ehemalige Untertor die Altstadt zu verlassen. Wohl seit dem Ende des 18. Jahrhunderts verlagerte sich der überregionale Verkehr in die Rappenauer Straße und damit um anstatt durch die Altstadt.

## Bebauung
Vom Pfeifferturm bis zum Linsenviertel besteht die Altstadtstraße aus einer hochwertigen Bebauung mit überwiegend dreigeschossigen Fachwerkhäusern des ausgehenden Mittelalters und der frühen Neuzeit. Auf der Südseite des westlichen Teils existiert eine weitgehend geschlossene Baulinie, die man als Rückgrat der stauferzeitlichen Stadtentwicklung bezeichnen kann. Die Bebauung des 15. bis 18. Jahrhunderts lässt die prosperierende Entwicklung der alten Stadt Eppingen nachvollziehen.
Entlang der Altstadtstraße in Eppingen befinden sich z. B. folgende denkmalgeschützte Gebäude (von Westen nach Osten):
- Altstadtstraße 2 (18. Jahrhundert)
- Ratsschänke (Eppingen)
- Altstadtstraße 4 (17. Jahrhundert)
- Altstadtstraße 11 (Ende 16. Jahrhundert)
- Altstadtstraße 22 (Ende 16. Jahrhundert)
- Altstadtstraße 32 (1466)
- Altstadtstraße 34/34a (2. Hälfte des 16. Jahrhunderts)
- Altstadtstraße 36: Bäckerhaus (um 1412)
- Kirchgasse 31, Ecke Altstadtstraße: Baumannsches Haus (1582/83)